# ブラック・ゴールドマン
ブラック・ゴールドマン（Black Gordman、本名：Víctor Manuel González Barajas、1936年10月4日 - ）は、メキシコシティ出身の元プロレスラー。
アメリカ合衆国のロサンゼルス地区（NWAハリウッド・レスリング）を主戦場に、エル・ゴリアスとの悪役タッグチームなどで活躍した。
"Gordman" の読みは、スペイン語式では「ゴールマン」、英語式では「ゴードマン」が原音に近いが、本項では日本で定着している表記を使用する。

## 来歴
デビュー以来、ルードの覆面レスラーとして活動していたが、1964年10月30日にエル・エンフェルメロとのコントラ・マッチに敗れて素顔となる。1966年9月6日にはパンテラ・ネグラを破りナショナル・ヘビー級王座を獲得するも短命王者となり、中軽量級が主軸であるメキシコのマット界では真価を発揮できずにいた。
1969年1月よりアメリカ合衆国本土に進出し、メキシコ系移民の多いカリフォルニア州のロサンゼルス地区に参戦。当初はベビーフェイスのポジションで、フレッド・ブラッシー、ハーリー・レイス、クリス・マルコフ、ルーク・グラハムらと対戦。2月7日にはペッパー・ゴメスと組んでネルソン・ロイヤル&ポール・ジョーンズからNWAアメリカス・タッグ王座を奪取した。4月9日にはアルフォンソ・ダンテスを下してTV王座を獲得。その後はヒールに戻り、ミル・マスカラスとの抗争を開始。マスカラスの宿敵だったブル・ラモスのパートナーとなって、7月24日にベーカーズフィールドにおいてマスカラス&ダンテスを破り、アメリカス・タッグ王座に返り咲いた。9月19日にはマスカラスの覆面と自身の頭髪を賭けたコントラ・マッチを行うも敗退。その1週間後、日本プロレスに初来日している（後述）。
その後もロサンゼルスのNWAハリウッド・レスリングを長年の主戦場に、1970年からは同じくメキシコから参戦してきたエル・ゴリアス（グレート・ゴライアス）をパートナーに活動。以降1970年代全般に渡り、ゴリアスとのコンビでマスカラス&レイ・メンドーサ、キンジ渋谷&マサ斎藤、ハリウッド・ブロンズ（ジェリー・ブラウン&バディ・ロバーツ）、S・D・ジョーンズ&トム・ジョーンズ、チャボ・ゲレロ&マスクド・カナディアンなどのチームを破ってNWAアメリカス・タッグ王座を再三獲得。シングルのNWAアメリカス・ヘビー級王座も1971年11月5日にマスカラスから奪取しており、以降もジョン・トロス、ビクター・リベラ、ポークチョップ・キャッシュなどを下して戴冠している。
他地区にもゴリアスと共に参戦しており、テキサスのアマリロ地区では1973年6月18日にリッキー・ロメロ&ムース・モロウスキーからNWAウエスタン・ステーツ・タッグ王座を、ダラス地区では同年8月6日にホセ・ロザリオ&イワン・プトスキーからNWAテキサス・タッグ王座をそれぞれ奪取。深南部のジョージア地区では1976年6月7日、ジェリー・オーツ&テッド・オーツを下してNWAジョージア・タッグ王座を獲得。中西部のカンザス地区では同年7月29日、トーナメントの決勝でパット・オコーナー&スーパー・インターン（トム・アンドリュース）を破り、空位となっていたセントラル・ステーツ版のNWA世界タッグ王座を獲得、9月30日にマッドドッグ・バション&バロン・フォン・ラシクに敗れるまで保持していた。
1978年1月28日にはカリフォルニア北部のサンフランシスコにおいて、クルト・フォン・スタイガー&カール・フォン・スタイガーからサンフランシスコ版のNWA世界タッグ王座を奪取している。ゴリアスとのコンビは、赤と黒を基調としたリングコスチュームからアメリカではレッド・デビルズ（The Red Devils）と呼ばれ、日本では「泥棒コンビ」の異名を付けられた。アンドレ・ザ・ジャイアントとも、2対1のハンディキャップ・マッチで度々対戦している
1980年代もロサンゼルスを主戦場とし、1982年7月2日にエイドリアン・ストリート&ティモシー・フラワーズからアメリカス・タッグ王座を奪取、ゴリアスとの「泥棒コンビ」での最後の戴冠を果たした。8月20日にはキッド・コビーを破ってアメリカス・ヘビー級王座も久々に獲得したが、同年末にハリウッド・レスリングは活動を停止。以降はゴリアスとのタッグチームも解消して、ダラス地区などを転戦した。
1983年にはWWFのロサンゼルスやサンディエゴでの興行において、チーフ・ジェイ・ストロンボー、パット・パターソン、ティト・サンタナらと対戦し、ミスター・フジと組んでのアンドレとのハンディキャップ戦にも出場。ゴリアスとも約1年ぶりにタッグを組んだ。ゴリアスとのコンビは1984年2月のヒューストンにおけるMSWAのイベントでも再々結成している。
1984年下期からはカルロス・コロンの主宰するプエルトリコのWWCに参戦。12月6日にインベーダー1号からプエルトリコ・ヘビー級王座を、12月8日にはスーパー・メディコ1号と組んでインベーダー1号&3号（ジョニー・リベラ）からWWC世界タッグ王座をそれぞれ奪取した。
セミリタイア後もテキサスやカリフォルニアのインディー団体に時折出場し、サンアントニオのテキサス・オールスター・レスリングでは1985年に若手時代のショーン・マイケルズとも対戦。本国のメキシコでは、1986年11月にUWAのリングでカネックとのタッグチームも実現した。引退後はアメリカの永住権を取得している。

### 日本での戦歴
1969年9月、日本プロレスの『ダイヤモンド・シリーズ』に初来日。ロサンゼルス地区での実績を買われ、9月28日に大阪府立体育館にてザ・デストロイヤーと組み、ジャイアント馬場&アントニオ猪木のBI砲が保持していたインターナショナル・タッグ王座に挑戦。11月1日には蔵前国技館において、大木金太郎のアジアヘビー級王座にも挑戦するなどの抜擢を受けた。1971年5月開幕の『ゴールデン・シリーズ』への再来日ではゴリアスを帯同して参戦。6月17日に宮城県スポーツセンターにおいて、猪木&吉村道明のアジアタッグ王座に挑戦した。3度目の来日となる1972年8月開幕の『第2次サマー・ミステリー・シリーズ』にもゴリアスとの「泥棒コンビ」で参戦している。
1976年2月には、当時ロサンゼルス地区と密接な提携関係にあった新日本プロレスの『ビッグ・ファイト・シリーズ』にゴリアスと共に来日。3月4日に広島県立体育館において、坂口征二&ストロング小林の北米タッグ王座に挑戦した。翌1977年6月開幕の『アジア・チャンピオン・シリーズ』では揃ってマスクを被り、アジアン・テローズ（The Asian Terrors）なる覆面タッグチームとして参戦したが、6月29日の大阪大会における猪木&長州力との試合において猪木にマスクを剥がされ、以降は素顔のゴールドマン&ゴリアスとしてシリーズに出場した。
ロサンゼルスでは1978年8月11日、剛竜馬と組んでパク・チュー&ミスター・イトーからNWAアメリカス・タッグ王座を奪取しているが、その後の来日は実現しなかった。

## 得意技
- メキシカン・ストレッチ[2]
- サマーソルト・ドロップ[2]

## 獲得タイトル
EMLL
- ナショナル・ヘビー級王座：1回[5]

NWAハリウッド・レスリング
- NWA "ビート・ザ・チャンプ" TV王座：1回[9]
- NWAアメリカス・ヘビー級王座 : 5回[10]
- NWAアメリカス・タッグ王座 : 26回（w / ペッパー・ゴメス、ブル・ラモス×2、エル・ゴリアス×18、ロッキー・モンテロ、キース・フランクス、チャボ・ゲレロ、ヘクター・ゲレロ、剛竜馬）[8]

NWAウエスタン・ステーツ・スポーツ
- NWAウエスタン・ステーツ・タッグ王座：1回（w / エル・ゴリアス）[11]

NWAビッグタイム・レスリング
- NWAテキサス・タッグ王座：1回（w / エル・ゴリアス）[12]

ジョージア・チャンピオンシップ・レスリング
- NWAジョージア・タッグ王座：1回（w / エル・ゴリアス）[13]

セントラル・ステーツ・レスリング
- NWA世界タッグ王座（セントラル・ステーツ版）：1回（w / エル・ゴリアス）[14]

NWAサンフランシスコ
- NWA世界タッグ王座（サンフランシスコ版）：1回（w / エル・ゴリアス）[15]

ワールド・レスリング・カウンシル
- WWCプエルトリコ・ヘビー級王座：1回[21]

- WWC世界タッグ王座：1回（w / スーパー・メディコ1号）[22]